# Eucalyptus terrica
Eucalyptus terrica là một loài thực vật có hoa trong Họ Đào kim nương. Loài này được A.R.Bean mô tả khoa học đầu tiên năm 1991.